# Štabni veterinar (Bundeswehr)
Štabni veterinar (nemško Stabsveterinär; okrajšava: StVet; kratica: SV) je specialistični častniški čin za sanitetne častnike veterinarske izobrazbe v Heeru Bundeswehra. Sanitetni častniki medicine oz. dentalne medicine nosijo čin štabnega zdravnika (Heer/Luftwaffe/Bundesmarine) in farmacevti nosijo čin štabnega lekarnarja (Heer/Luftwaffe/Marine); čin je enakovreden činu stotnika (Heer in Luftwaffe) in činu poročnika bojne ladje (Marine).
Podrejen je činu višjega štabnega veterinarja. V sklopu Natovega STANAG 2116 spada v razred OF-2, medtem ko v zveznem plačilnem sistemu sodi v razred A14.

## Oznaka čina
Oznaka čina je enaka oznaki čina stotnika, pri čemer ima na vrh oznake dodano še oznako specializacije: vijugasta kača. Oznaka čina sanitetnega častnika Luftwaffe ima na dnu oznake še stiliziran par kril.